# エンター・シカリ
エンター・シカリ（Enter Shikari）は、イングランド出身のエレクトロニコア・バンド。
実験音楽的要素が特徴の、ポスト・ハードコア・グループの一つ。作品の多くがノミネートされる常連でもあり、メディアの音楽賞を数多く獲得している。

## 概要
1999年に発足した「Hybryd」という名のバンドが前身で、2003年にロリー・クルーロウが加入したのを契機に現行に改名。バンド名「Enter Shikari」はヒンディー語で「Enter the Hunter」を意味し、『外へ飛び出し、自分の欲しいものを手に入れろ』という意味が込められている（「Shikari」はヒンディー語で「ハンター」若しくは「探求者」の意）。
ヘヴィメタルとレイブ/トランスを融合させた特異なサウンドがインターネット上で話題を呼び、10代の若者を中心に支持が広がっている。幾度とないメジャーレーベルからの誘いを断り続け、2006年7月に自主レーベル「Ambush Reality」を立ち上げた。デビューアルバム『テイク・トゥ・ザ・スカイズ』(Take to the Skies)は同レーベルから2007年3月19日にイギリスでリリースされ（日本盤は3月14日）、全英アルバムチャートで最高4位を獲得した。
2007年、2009年の8月には、SUMMER SONICに、2009年の4月にはPUNKSPRINGに出演。
2009年6月15日には、2ndアルバム『コモン・ドレッズ』(Common Dreads)がリリースされ、全英アルバムチャートにて初登場16位を記録した。
2010年10月にシングル「Destabilise」、2011年5月にシングル「Quelle Surprise」を立て続けにリリース、「Destabilise」は英ロックチャートで初登場1位を獲得した。
2012年1月、前作より3年ぶりとなる3rdアルバム『ア・フラッシュ・フラッド・オブ・カラー』をリリース。
日本での公演は、2007年・2009年のサマーソニックのほか、2008年1月にマキシマム ザ ホルモンとツアー、2012年2月に東京・LIQUIDROOM ebisuでの単独公演、2018年4月にCrossfaithのツアーに参加など。

## メンバー
- ルー・レイノルズ (Roughton "Rou" Reynolds) - ボーカル/キーボード
- ロリー・クルーロウ (Liam "Rory" Clewlow) - ギター
- クリス・バッテン (Chris Batten) - ベース
- ロブ・ロルフ (Rob Rolfe) - ドラムス

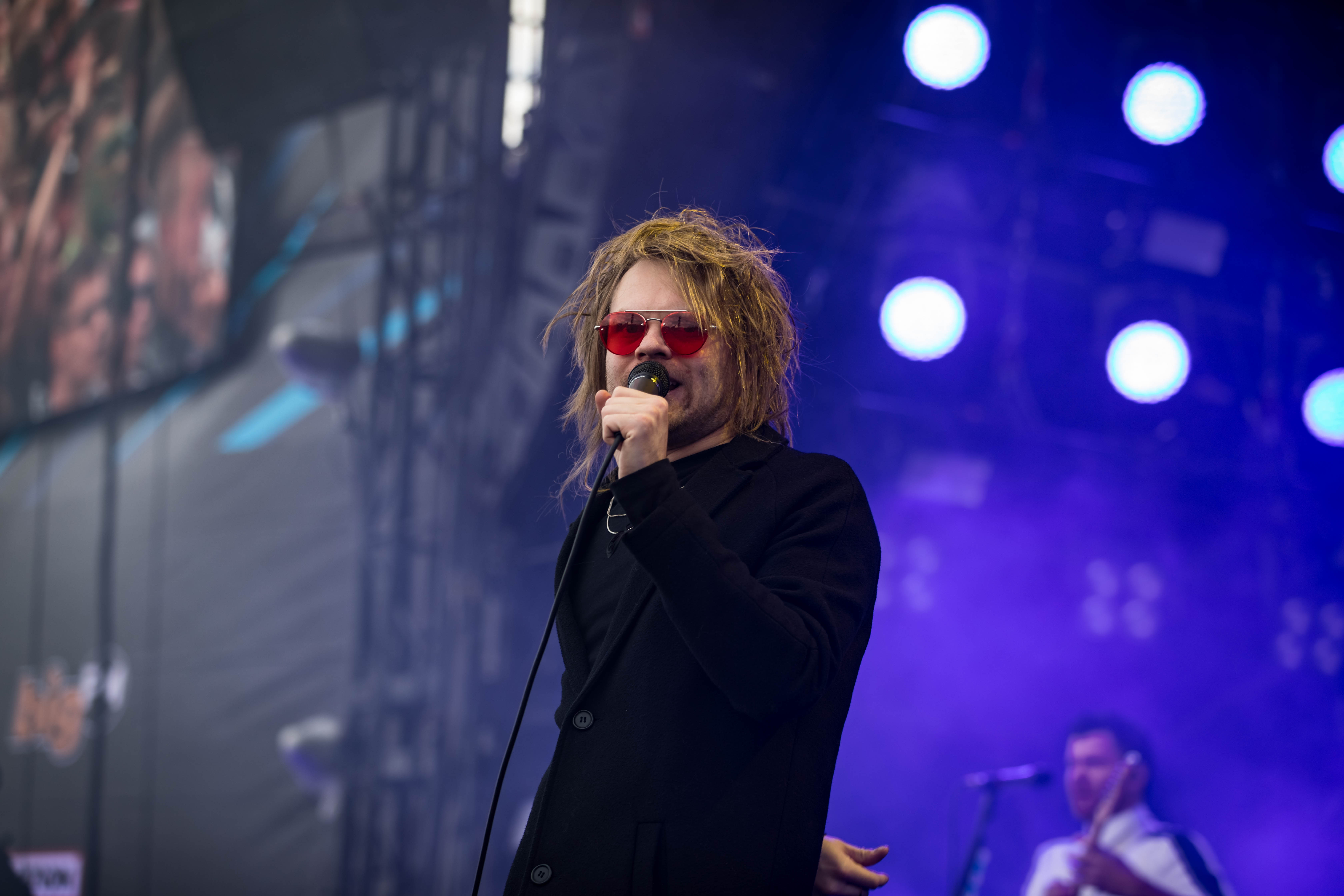
ルー・レイノルズ(Vo) 2018年
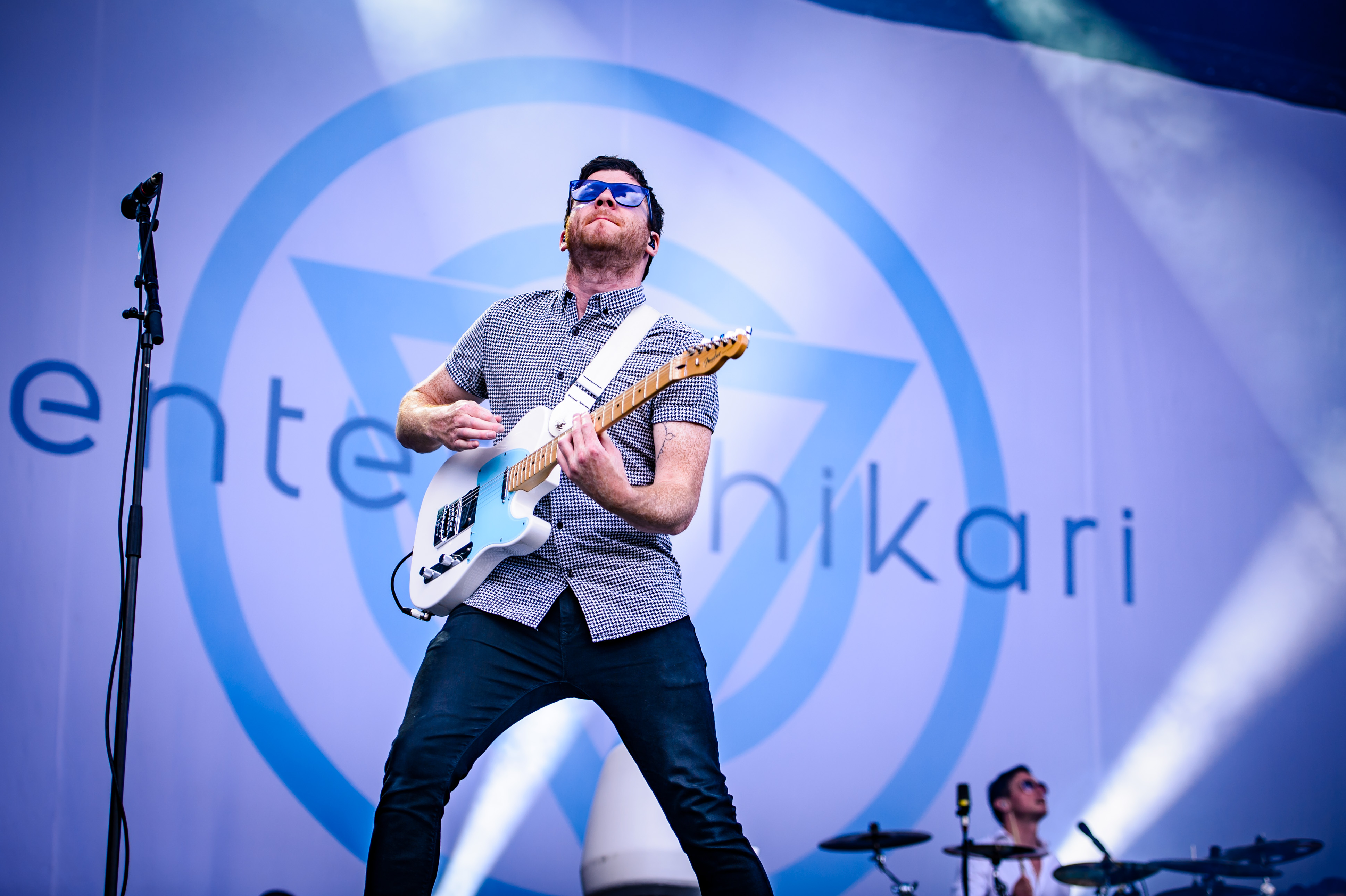
ロリー・クルーロウ(G) 2018年
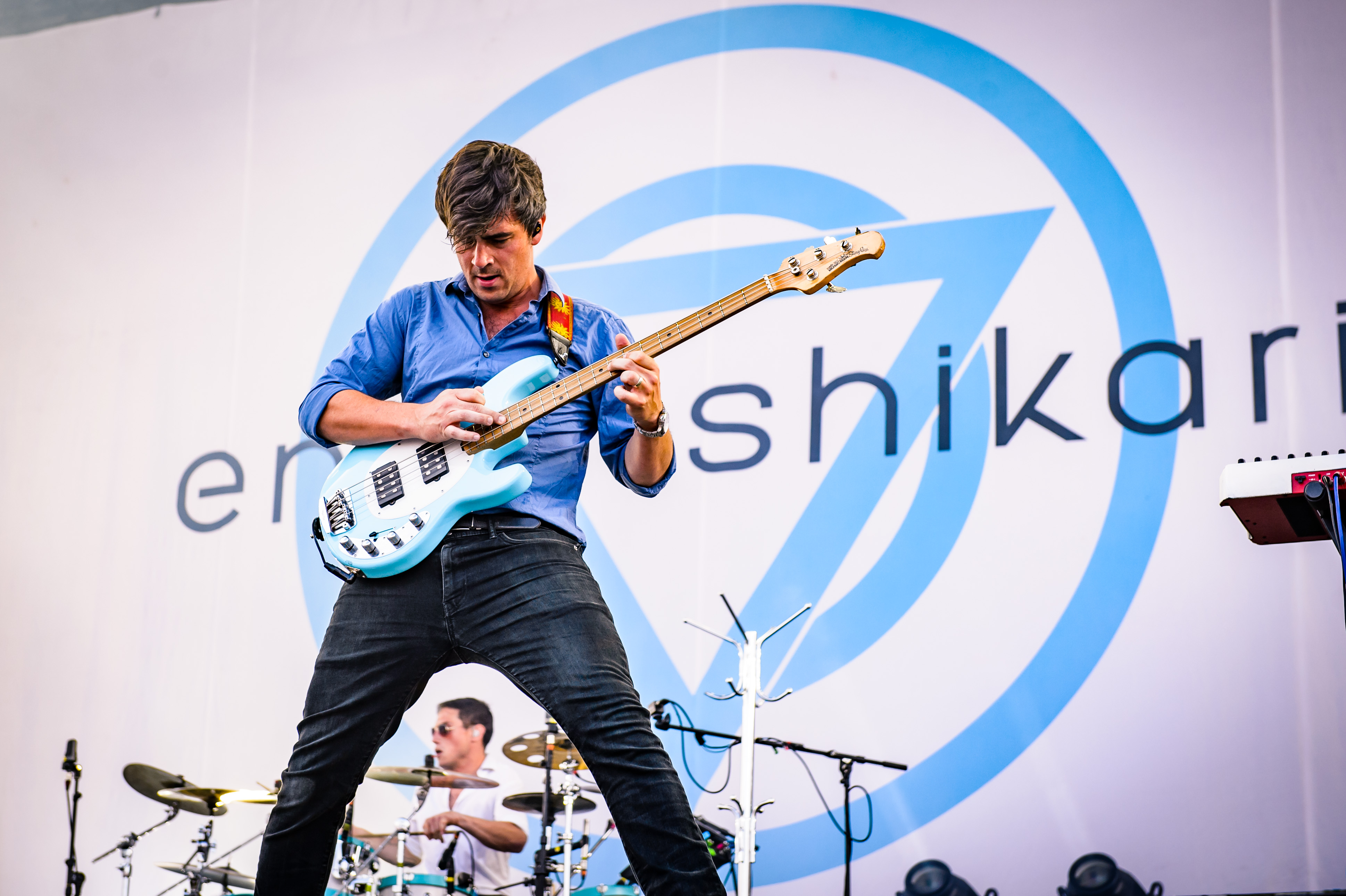
クリス・バッテン(B) 2018年
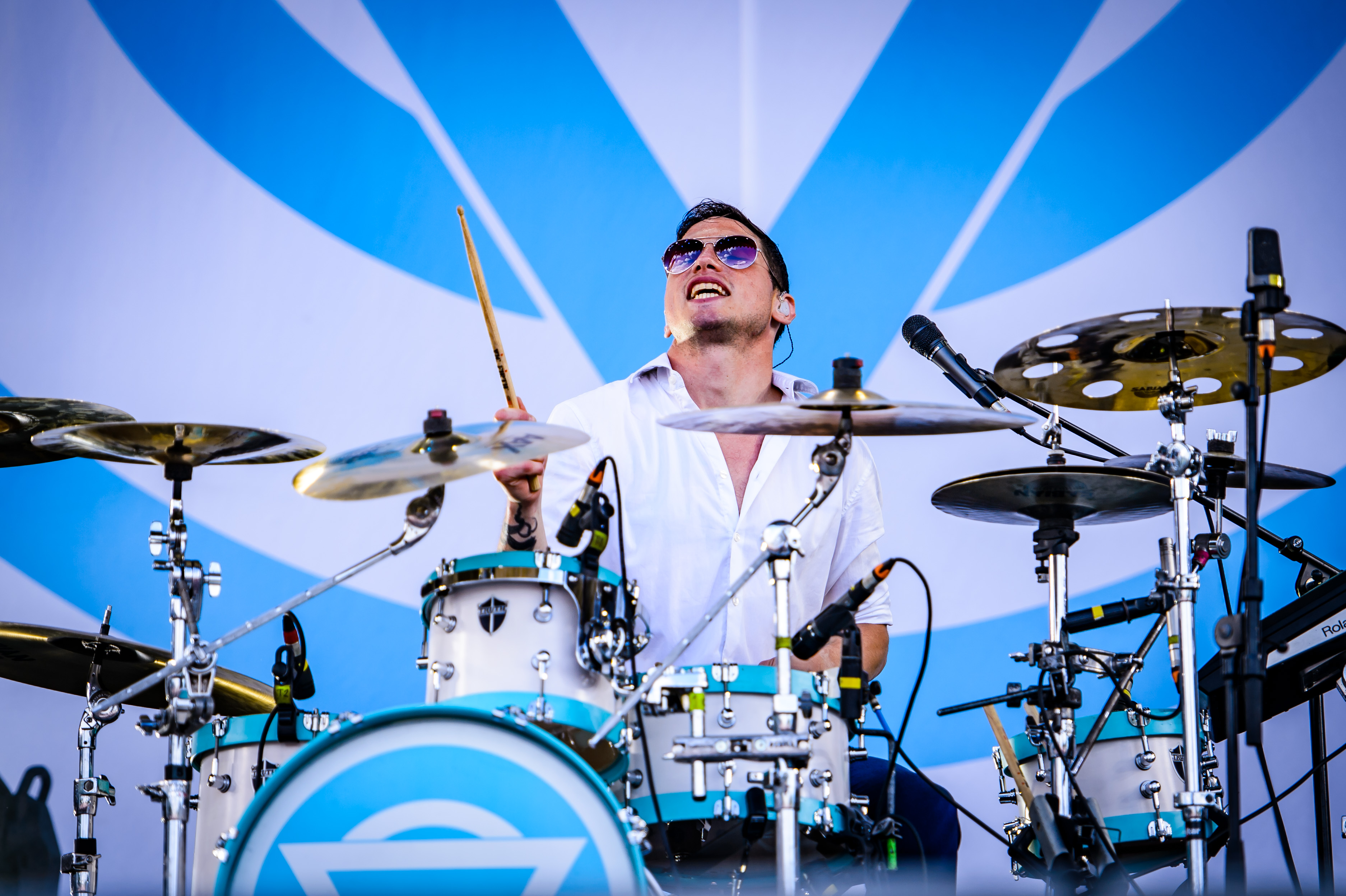
ロブ・ロルフ(Dr) 2018年

## ディスコグラフィー

### アルバム
| 2007                                      | Take to the Skies       | - 発売日: 2007年3月19日 - レーベル: Ambush Reality - フォーマット: CD, CD+DVD, LP, digital download - 全英売上: 10万枚  | 4  | —  | 89 | 93 | 26 | 31  | —  | —   | - UK: ゴールド |
| 2009                                      | Common Dreads           | - 発売日: 2009年6月15日 - レーベル: Ambush Reality - フォーマット: CD, CD+DVD, LP, digital download                     | 16 | 55 | 94 | 96 | —  | 77  | —  | —   | - UK: シルバー |
| 2012                                      | A Flash Flood of Colour | - 発売日: 2012年1月16日 - レーベル: Ambush Reality - フォーマット: CD, CD+DVD, LP, digital download - 全英売上: 1.9万枚 | 4  | 32 | 42 | 23 | 69 | 81  | 74 | 67  | - UK: シルバー |
| 2015                                      | The Mindsweep           | - 発売日: 2015年1月19日 - レーベル: Ambush Reality - フォーマット: CD, CD+DVD, LP, digital download                     | 6  | 19 | 68 | 17 | 59 | 142 | 26 | 166 |                |
| 2017                                      | The Spark               | - 発売日: 2017年9月22日 - レーベル: Play It Again Sam - フォーマット: CD, LP, digital download                          | 5  | —  | 68 | 60 | —  | —   | —  | —   |                |
| "—"は未発売またはチャート圏外を意味する。 |                         | |    |    |    |    |    |     |    |     |                |

### コンピレーション・アルバム
- The Zone - 2007年11月 （日本盤未定）
- トライバリズム (Tribalism) - 2010年2月

### シングル
- Mothership - 2006年8月 / シングルCD・ダウンロード配信のみ
（後にテイク・トゥ・ザ・スカイズに収録）
- Sorry You're Not A Winner/OK Time For Plan B - 2006年10月 / シングルCD・ダウンロード配信のみ
（後にテイク・トゥ・ザ・スカイズに収録）
- Anything Can Happen In The Next Half Hour - 2007年3月 / テイク・トゥ・ザ・スカイズ収録曲
- Jonny Sniper - 2007年6月 / テイク・トゥ・ザ・スカイズ収録曲
- We Can Breathe In Space, They Just Don't Want Us To Escape - 2008年11月 / シングルCD・ダウンロード配信のみ
（後にコモン・ドレッズ日本盤に収録）
- Juggernauts - 2009年6月 / コモン・ドレッズ収録曲
- No Sleep Tonight - 2009年8月 / コモン・ドレッズ収録曲
- Zzzonked - 2009年11月 / コモン・ドレッズ収録曲
- Thumper - 2010年1月 / トライバリズム収録曲
- Destabilise - 2010年10/11月 / ダウンロード配信のみ
（後にア・フラッシュ・フラッド・オブ・カラー日本盤に収録）
- Quelle Surprise - 2011年5月 / ダウンロード配信のみ
（後にア・フラッシュ・フラッド・オブ・カラー日本盤に収録）
- Sssnakepit - 2011年9月 / ア・フラッシュ・フラッド・オブ・カラー収録曲
- Gandhi Mate, Gandhi - 2011年12月 / ア・フラッシュ・フラッド・オブ・カラー収録曲
- Arguing With Thermometers - 2012年3月 / ア・フラッシュ・フラッド・オブ・カラー収録曲
- Warm Smiles Do Not Make You Welcome Here - 2012年6月 / ア・フラッシュ・フラッド・オブ・カラー収録曲
- The Paddington Frisk - 2013年4月 / Rat Race EP収録曲
- Radiate - 2013年6月 / Rat Race EP収録曲
- Rat Race - 2013年11月 / Rat Race EP収録曲

### EP
- Nodding Acquaintance EP - 2003年6月
- Sorry You're Not A Winner EP - 2003年9月
- Anything Can Happen In The Next Half Hour EP - 2004年8月
- Rat Race EP - 2013年11月